# María Jesús Rosa
María Jesús Rosa (ur. 20 czerwca 1974 w Madrycie, zm. 18 grudnia 2018 tamże) – hiszpańska bokserka.

## Życiorys
W 1999 zadebiutowała na zawodowym ringu. W ciągu kariery stoczyła 20 walk, z których wygrała 19 (w tym cztery przez KO). W 2003 wywalczyła tytuł mistrzyni świata wagi muszej, jako pierwsza Hiszpanka w historii (pokonała wówczas Amerykankę Terri Moss). W 2003 po jedynej swojej karierze porażce jaką odniosła w pojedynku z Niemką – Reginą Halmich, zakończyła karierę zawodniczą.
Na kilka miesięcy przed śmiercią zdiagnozowano u niej nowotwór. Zmarła 18 grudnia 2018.